# 少女公団アパートメント
『少女公団アパートメント』（しょうじょこうだんアパートメント）はmsによる日本の4コマ漫画作品。『まんがタイムきらら』（芳文社）誌上にて、2010年5月号から2012年10月号にかけて連載された。

## 作品概要
ちさ（桜堤ちさ）は、高校進学を期に、田舎から親戚が住んでいる美空台団地へ引っ越すこととなった。
そんな団地に住む元気な少女ろか（芦花）、中性的なボク少女のなつみ（七海）、なつみの姉で百合妄想癖のあるさくら（咲良）の団地生活を描いた作品となっている。

## 書誌情報等

### 単行本
芳文社より『まんがタイムKRコミックス』として刊行されている。
1. 第1巻（2011年6月27日発売 2011年7月12日初版発行） ISBN 978-4-8322-4042-1
2. 第2巻（2012年10月27日発売 2012年11月11日初版発行） ISBN 978-4-8322-4212-8